# Contea di Sweetwater
La contea di Sweetwater (in inglese Sweetwater County) è una contea dello Stato del Wyoming, negli Stati Uniti. La popolazione al censimento del 2014 era di 45 010 abitanti. Il capoluogo di contea è Green River. È la contea più grande dello Stato per superficie.

## Geografia
Il territorio è caratterizzato da butte, mesa, canyon e arbusti. Il fiume principale è il Green River. Comprende gran parte del Great Divide Basin e per questa contea passa anche lo spartiacque continentale delle Americhe.

### Contee confinanti
- Contea di Fremont - nord
- Contea di Carbon - est
- Contea di Moffat (Colorado) - sud
- Contea di Daggett (Utah) - sud-ovest
- Contea di Summit (Utah) - ovest/sud-ovest
- Contea di Uinta - sud-ovest
- Contea di Lincoln - ovest
- Contea di Sublette - nord-ovest

## Storia
La contea fu creata nel 1867 nel territorio del Dakota con un altro nome. Nel 1869 il territorio del Wyoming la rinominò contea di Sweetwater. Deve il suo nome all'omonimo fiume.

## Comuni

### Cities
- Green River (capoluogo)
- Rock Springs

### Towns
- Bairoil
- Granger
- Superior
- Wamsutter

### Census-designated places
- Arrowhead Springs
- Clearview Acres
- Eden
- Farson
- James Town
- Little America
- McKinnon
- North Rock Springs
- Point of Rocks
- Purple Sage
- Reliance
- Table Rock
- Washam